# Дзержинск (станция)
Дзержи́нск — железнодорожная станция Горьковской железной дороги, находящаяся в городе Дзержинске Нижегородской области.

## История
Образована в 1862 году как разъезд Чёрное, переименована в 1930-х годах.

## Общие сведения
Станция достаточно крупная, грузовые пути расположены восточнее пассажирского терминала. Станция принимает, отправляет и пропускает все категории поездов. Формируются ближние передаточные грузовые поезда с вагонами, следующими от предприятий: ФКП «Завод им. Я.М. Свердлова», «Заря», «Корунд» и др.
Пассажирский терминал представлен железнодорожным вокзалом (работает круглосуточно).
Платформа № 1 (низкая боковая) принимает на путь № 5 часть пригородных поездов Московского направления, а также все поезда дальнего следования, кроме поездов «Ласточка» и "Сапсан". Выход на платформу осуществляется через центральный зал вокзала.
Платформа № 2 (высокая островная) принимает: на путь № 3 часть пригородных поездов Московского направления, в первую очередь тех, которые ставятся на станции под обгон, поезда «Ласточка» на Москву и часть пригородных поездов Нижегородского направления, в первую очередь тех, которые ставятся на станции под обгон, и пригородные поезда, оборачивающиеся по станции (Кустовая — Дзержинск — Кустовая); на путь № 2 принимаются все поезда дальнего следования Нижегородского направления и пригородные поезда того же направления, следующие через станцию без постановки под обгон.
Платформа № 3 (низкая боковая укороченная) принимает на путь № 6 пригородные электропоезда, следующие на Нижний Новгород и часть поездов, курсирующих по маршруту Кустовая — Дзержинск — Нижний Новгород".
Выход на платформы № 2 и 3 производится через тоннель и по пешеходным настилам в восточной горловине станции.
На станции останавливаются все пригородные поезда, следующие до станций Гороховецкого направления ГЖД: прямое сообщение со станциями Нижний Новгород-Московский, Кустовая, Гороховец, Фролищи, Вязники, Ковров-1, Владимир.
Также на станции останавливаются несколько поездов дальнего следования, преимущественно, формирования Горьковской железной дороги. Это поезда:
| № поезда         | Маршрут движения                   | № поезда         | Маршрут движения                   |
| ---------------- | ---------------------------------- | ---------------- | ---------------------------------- |
| 35 «Нижегородец» | Нижний Новгород — Москва           | 36 «Нижегородец» | Москва — Нижний Новгород           |
| 41               | Нижний Новгород — Великий Новгород | 42               | Великий Новгород — Нижний Новгород |
| 55 «Енисей»      | Красноярск — Москва                | 56 «Енисей»      | Москва — Красноярск                |
| 59 «Волга»       | Нижний Новгород — Санкт-Петербург  | 60 «Волга»       | Санкт-Петербург — Нижний Новгород  |
| 63               | Новосибирск — Минск                | 64               | Минск — Новосибирск                |
| 87               | Нижний Новгород — Адлер            | 88               | Адлер — Нижний Новгород            |
| 91               | Северобайкальск — Москва           | 92               | Москва — Северобайкальск           |
| 99               | Нижний Новгород — Кисловодск       | 100              | Кисловодск — Нижний Новгород       |
| 103              | Новосибирск — Брест                | 104              | Брест — Новосибирск                |
| 131              | Ижевск — Санкт-Петербург           | 132              | Санкт-Петербург — Ижевск           |
| 145              | Челябинск — Санкт-Петербург        | 146              | Санкт-Петербург — Челябинск        |
| 337              | Самара — Санкт-Петербург           | 338              | Санкт-Петербург — Самара           |
| 347              | Уфа — Санкт-Петербург              | 348              | Санкт-Петербург — Уфа              |
| 701 «Стриж»      | Нижний Новгород — Москва           | 702 «Стриж»      | -                                  |
| 703 «Стриж»      | Нижний Новгород — Москва           | 704 «Стриж»      | Москва — Нижний Новгород           |
| 705 «Стриж»      | Нижний Новгород — Москва           | 706 «Стриж»      | Москва — Нижний Новгород           |
| 709 «Стриж»      | Нижний Новгород — Москва           | 710 «Стриж»      | Москва — Нижний Новгород           |
| 727 «Ласточка»   | Нижний Новгород — Москва           | 728 «Ласточка»   | Москва — Нижний Новгород           |
| 729 «Ласточка»   | Нижний Новгород — Москва           | 730 «Ласточка»   | Москва — Нижний Новгород           |
| 731 «Ласточка»   | Нижний Новгород — Москва           | 732 «Ласточка»   | Москва — Нижний Новгород           |
| 733 «Ласточка»   | Нижний Новгород — Москва           | 734 «Ласточка»   | Москва — Нижний Новгород           |
| 757 «Сапсан»     | Нижний Новгород — Санкт-Петербург  | 772 «Сапсан»     | Санкт-Петербург — Нижний Новгород  |

## Привязка общественного транспорта
- Автобус: 1, 6, 8, 8А, 22, 23, 24, 28, 33, 201, 202
- Маршрутное такси: 9, 10, 25, т-29, т-30

### Троллейбус
| 1 | Вокзал          | ул. Грибоедова, пл. Ленина, ул. Маяковского, пл. Маяковского, пр. Дзержинского, Нижегородское шоссе                                             | Троллейбусное депо  | 3 | мкр. Западный-1 | пр. Циолковского, ул. Грибоедова, Привокзальная пл, ул. Урицкого, ул. Октябрьская, ул. Клюквина, пл. Маяковского (обратно - ул. Маяковского, ул. Грибоедова) | пл. Маяковского |
| 4 | мкр. Западный-1 | пр. Циолковского, ул. Грибоедова, ул. Маяковского, пл. Маяковского, (обратно - ул. Клюквина, ул. Октябрьская, Привокзальная пл, ул. Грибоедова) | пл. Маяковского     |   |                 | |                 |
| 5 | Ж/Д вокзал      | ул. Терешковой, ул. Гайдара, ул. Чапаева, ул. Черняховского, ул. Октябрьская, ул. Клюквина (обратно - пр. Дзержинского)                         | площадь Маяковского |   |                 | |                 |